# Giuseppe Sala
Giuseppe "Beppe" Sala (Milán, 28 de mayo de 1958) es un gerente y político italiano. Fue director ejecutivo de la Exposición Universal de 2015 en Milán desde junio de 2010 hasta diciembre de 2015. Posteriormente, fue elegido como candidato de la coalición de centro izquierda a la alcaldía de Milán en las elecciones municipales de 2016, que ganó, convirtiéndose en alcalde el 21 de junio de 2016.

## Trayectoria
En 2015 Milán acogió la Exposición Universal; los temas fueron tecnología, innovación, cultura y tradiciones en materia de alimentación . Los participantes en la Expo incluyeron 145 países, tres organizaciones internacionales, varias organizaciones de la sociedad civil, varias corporaciones y organizaciones no gubernamentales (ONG). Los participantes se alojaron en pabellones individuales o agrupados. En junio de 2010, Sala fue nombrado director ejecutivo de la Expo, lo que llevó al apodo de "Sr. Expo" en los años siguientes.
La inauguración de la Expo el 1 de mayo de 2015 se vio empañada por las protestas de activistas contra la austeridad, el bloque negro y los anarquistas que causaron daños criminales, lo que provocó que la policía utilizara gases lacrimógenos. La Expo también creó algunas tensiones con la Santa Sede y el gobierno italiano; de hecho, el Papa Francisco condenó el concepto de Expo, diciendo que "obedece a la cultura del desperdicio y no contribuye a un modelo de desarrollo equitativo y sostenible". Como la Ciudad del Vaticano invirtió 3 millones de euros para obtener su propio pabellón en el evento antes de su nombramiento al papado, Francisco dijo que, aunque es bueno que la Iglesia esté involucrada en causas que luchan contra el hambre y promueven energías más limpias, afirmó que La Ciudad del Vaticano desperdició demasiado dinero en la propia Expo.